# Gle Ujeuen Lingkee
Gle Ujeuen Lingkee är ett berg i Indonesien.   Det ligger i provinsen Aceh, i den västra delen av landet, 1 800 km nordväst om huvudstaden Jakarta. Toppen på Gle Ujeuen Lingkee är 502 meter över havet, eller 85 meter över den omgivande terrängen. Bredden vid basen är 2,2 km.
Terrängen runt Gle Ujeuen Lingkee är varierad.Runt Gle Ujeuen Lingkee är det ganska tätbefolkat, med 86 invånare per kvadratkilometer. I omgivningarna runt Gle Ujeuen Lingkee växer i huvudsak städsegrön lövskog.